# Comuna Zărand, Arad
Zărand (în maghiară: Zaránd, în germană: Sarand) este o comună în județul Arad, Crișana, România, formată din satele Cintei și Zărand (reședința).

## Demografie
Componența etnică a comunei Zărand
     Români (71,56%)
     Romi (18,92%)
     Alte etnii (0,34%)
     Necunoscută (9,18%)
Componența confesională a comunei Zărand
     Ortodocși (78,64%)
     Penticostali (10,94%)
     Alte religii (1,16%)
     Necunoscută (9,25%)
Conform recensământului efectuat în 2021, populația comunei Zărand se ridică la 2.669 de locuitori, în scădere față de recensământul anterior din 2011, când fuseseră înregistrați 2.677 de locuitori. Majoritatea locuitorilor sunt români (71,56%), cu o minoritate de romi (18,92%), iar pentru 9,18% nu se cunoaște apartenența etnică. Din punct de vedere confesional, majoritatea locuitorilor sunt ortodocși (78,64%), cu o minoritate de penticostali (10,94%), iar pentru 9,25% nu se cunoaște apartenența confesională.

## Politică și administrație
Comuna Zărand este administrată de un primar și un consiliu local compus din 11 consilieri. Primarul, Gheorghe Dudaș[*], de la Partidul Național Liberal, este în funcție din 2016. Începând cu alegerile locale din 2024, consiliul local are următoarea componență pe partide politice:
|  | Partid                    | Consilieri | Componența Consiliului | Componența Consiliului | Componența Consiliului | Componența Consiliului | Componența Consiliului | Componența Consiliului | Componența Consiliului |
|  | ------------------------- | ---------- | ---------------------- | ---------------------- | ---------------------- | ---------------------- | ---------------------- | ---------------------- | ---------------------- |
|  | Partidul Național Liberal | 7          |                        |                        |                        |                        |                        |                        |                        |
|  | Partidul Social Democrat  | 3          |                        |                        |                        |                        |                        |                        |                        |
|  | Alianța Dreapta Unită     | 1          |                        |                        |                        |                        |                        |                        |                        |

## Atracții turistice
- Ruinele Cetății Zărandului
- Valea Crișului Alb
- Valea Cigherului